# Kärlingerhaus
Le Kärlingerhaus, appelé aussi Funtenseehaus, est un refuge de montagne du Club alpin allemand dans les Alpes de Berchtesgaden, qui se situe sur le Steinernes Meer, à proximité du Funtensee et de la frontière entre l'Autriche (land de Salzbourg) et l'Allemagne (Bavière).

## Histoire
En 1879, un refuge au Funtensee est construit à quelques mètres au-dessus de l'emplacement actuel, il est la possession de la section de Berchtesgaden du Club alpin allemand et autrichien fondé en 1875 le 14 août 1879, il était utilisée par environ 70 touristes les mois d'avant était et fut par la suite une base d'alpinisme.
En 1889, avec plus de 400 nuitées, la cabane est trop petite, on décide de reconstruire et d'agrandir la structure existante un peu en dessous du site. Après son achèvement en 1890, la maison peut accueillir le prince-régent Luitpold de Bavière en tant qu'invité de marque en 1891 et 1893.
À partir de 1901, l'étanchéité de la maison est une autre raison de construire un nouveau bâtiment. Il est construit à la place d'une ancienne cabane de forestier en 1903 et, à la fin de novembre 1904, le dortoir de deux étages est complètement terminé à l'extérieur. En 1910, le Funtenseehaus est rebaptisé Kärlingerhaus en l'honneur du président de la section Kajetan Kärlinger.

## Chemins d'accès
- De Sankt Bartholomä am Königssee (605 m) par le Schrainbachtal, la Saugasse et l'Oberlahner ; facile, temps de marche : 4 heures.
- De l'embarcadère du Saletalm (605 m) à l'extrémité sud du Königsee par le Sagerecksteig et le Grünsee ; difficile, temps de marche : 4,5 heures.
- Du Saletalm par l'Obersee, le Fischunkel, le Röthsteig, le Wasseralm et le Grünsee ; difficile, temps de marche : 7,5 heures.
- De Ramsau bei Berchtesgaden par la Wimbachtal et Trischübel, Sigeret et Bärengraben ; difficile, temps de marche : 6,5 heures.
- De Maria Alm par le Riemannhaus ; moyen, temps de marche : 5,5 heures.
- Du Gotzenalm par les Landtal, Wasseralm et Grünsee; moyen, temps de marche : 6,5 heures.

En raison du manque de routes d'accès, le refuge est approvisionné par des livraisons hebdomadaires par hélicoptère.

## Sites à proximité
Autres refuges
- Le Wasseralm (1 420 m)
  - par les Grünsee, Schwarzensee et Halsköpfl, moyen, temps de marche : 3,5 heures.
  - par les Stuhljoch et Funtenseetauern, escalade de difficulté 2, temps : 6 heures.
  - par les Totes Weib, Niederbrunnsulzenscharte et Blaue Lacke, difficile, temps : 4,5 heures.
- La Riemannhaus (2 180 m) par la Salzburger Kreuz, moyen, temps : 2,5 heures.
- La Ingolstädter Haus (2 120 m) par le Hirschsattel, moyen, temps : 2,5 heures.
- Le Peter-Wiechenthaler-Hütte (1 707 m) par les Hirschsattel et Weißbachscharte, moyen, temps : 4,5 heures.
- Le Wimbachgrieshütte (1 330 m) par les Bärengraben, Sigeret et Trischübelpass, difficile, temps : 3,5 heures.

Ascensions
- Feldkogel (1 886 m), facile, temps : 1 heure.
- Funtenseetauern (2 579 m), difficulté 2, temps : 3 heures.
- Schönfeldspitze (2 654 m) par le Buchauerscharte, difficulté 2, temps : 4 heures.
- Schottmalhorn (2 232 m), difficulté 2, temps : 4 heures.
- Viehkogel (2 158 m) par le Viehkogeltal, facile, temps : 2 heures.
- Grosser Hundstod (2 593 m) par l'Ingolstädter Haus, moyen, temps : 4 heures.